# Arnold Salomon-Sörensen

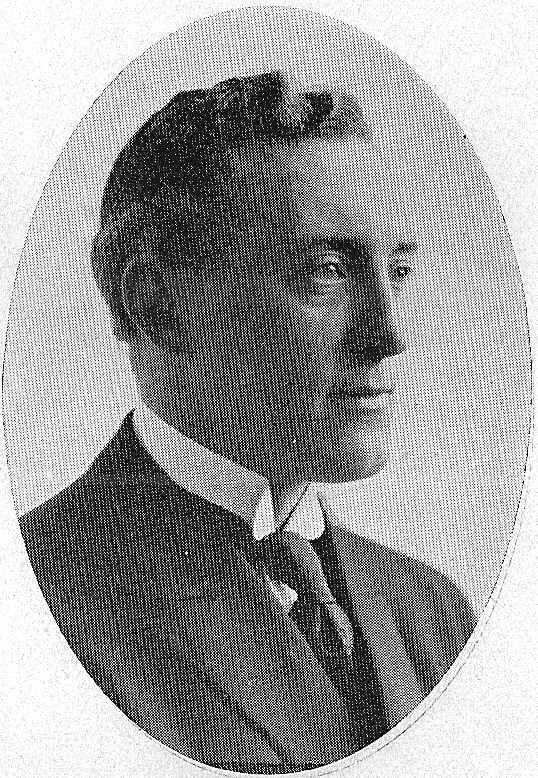
Arnold Salomon-Sörensen

Arnold Salomon-Sörensen, född 16 januari 1887 i Malmö, död 28 januari 1972, var en svensk arkitekt. Han var son till Salomon Sörensen, gift med Gerda Salomon-Sörensen och far till Curt Salomon-Sörensen. 

## Biografi
Efter läroverksstudier i Malmö och vid Lundsbergs skola samt byggnadspraktik hos byggmästare i bland annat Malmö studerade Arnold Salomon-Sörensen vid Tekniska skolan i Stockholm, byggnadstekniska skolan vid Det Kongelige Danske Kunstakademi och vid Det Kongelige Danske Kunstakademi i Köpenhamn, där han avlade avgångsexamen som arkitekt 1918. Han var anställd hos olika arkitekter i Stockholm och Köpenhamn 1912–17, praktiserande arkitekt i Helsingborg från 1917 och stadsarkitekt i Höganäs stad från 1935. 
Arnold Salomon-Sörensen var ledamot av hälsovårdsnämnden i Helsingborg och suppleant i byggnadsnämnden där, byggnadskonsulent i Vikens, Väsby, Mölle och Bjuvs municipalsamhällen. Han blev ledamot av Svenska Arkitekters Riksförbund och Svenska Teknologföreningen 1918. Salomon-Sörensen är representerad vid Malmö museum

## Verk i urval
- Sjömanshuset i Helsingborg (1923)
- Skånska Dagbladets tryckerilokal i Malmö (1923)
- Scaniabiografen i Malmö (1924)
- Blå Boden, Kustgatan i Råå (1926)
- Göteborgsbanken i Helsingborg (Continentalpalatset, ombyggnad) (1928)
- Norra Mellby prästgård 1929
- Sövde Prästgård 1931
- Tennishall i Lund (1928)
- Vikingsbergs konstmuseum i Helsingborg (ombyggnad) (1929)
- Psykiatrisk klinik  i Lund (1930)
- Laholms vattenkraftverks kraftstation (1932)
- Höganäsverken i Bjuv (1933)
- Ramlösa brunns kontor (1933)
- Embryologisk institution i Lund (Tornbladinstitutet) (1934)
- Skånska brandförsäkringsinrättningens i Lund nybyggnad i Helsingborg (1935)
- Lunds studentskegård, Kråkelyckan i Lund (1937)
- Skånska Dagbladets kontors- och bostadshus i Malmö (1937)
- Församlingshus i Höganäs (1955)
- Krematorium i Höganäs (1956)

## Bilder

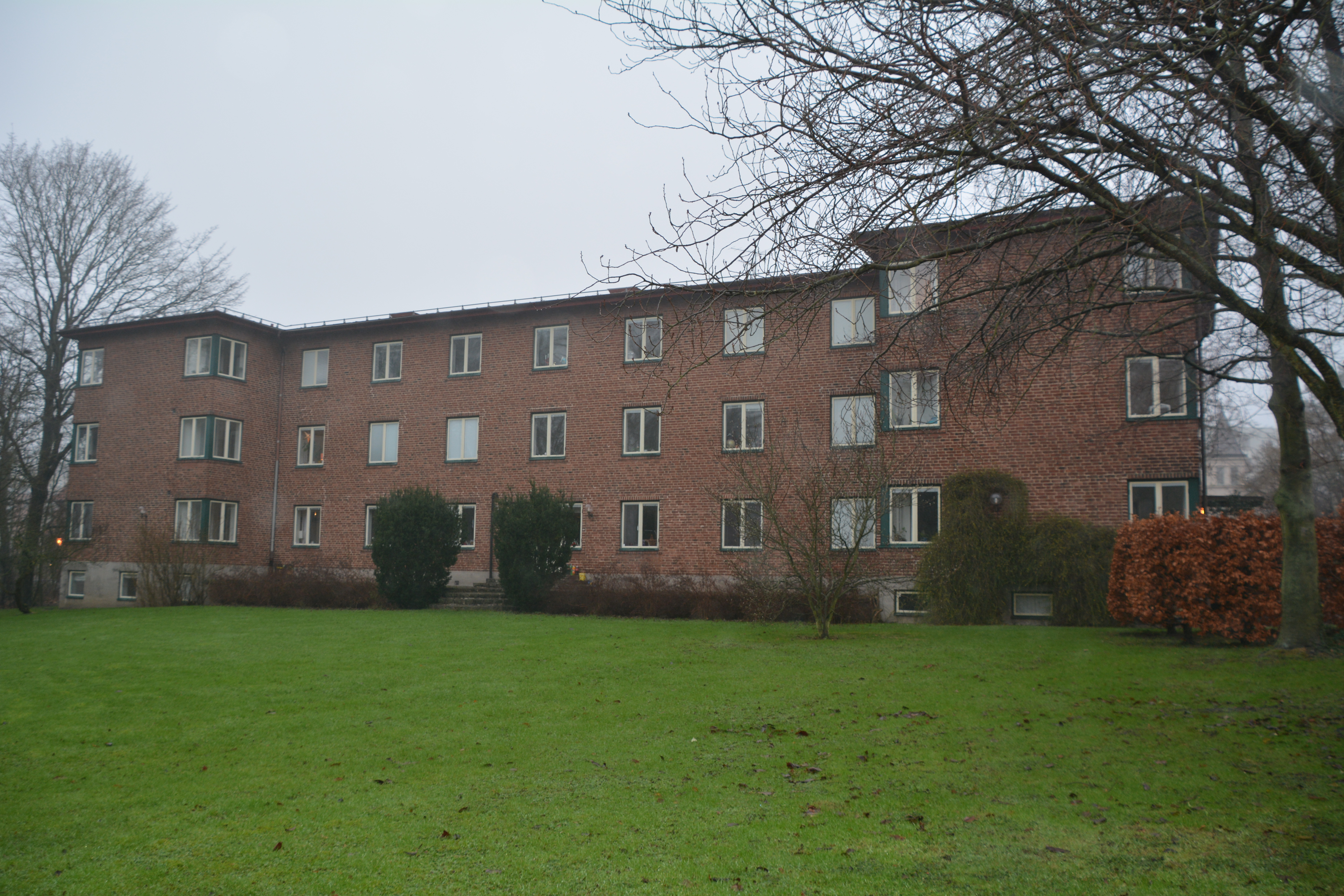
Lunds studentskegård
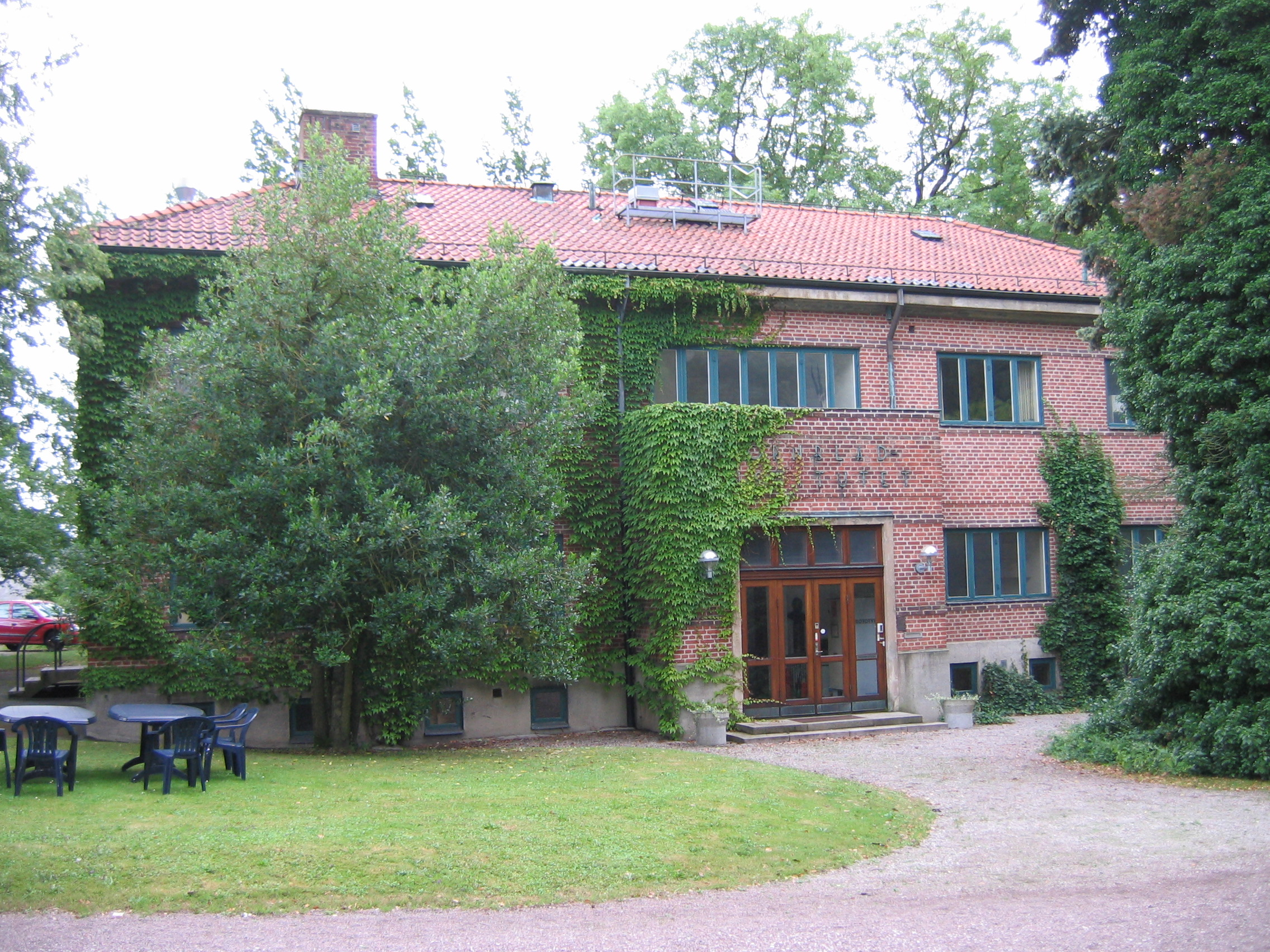
Tornbladinstitutet i Lund
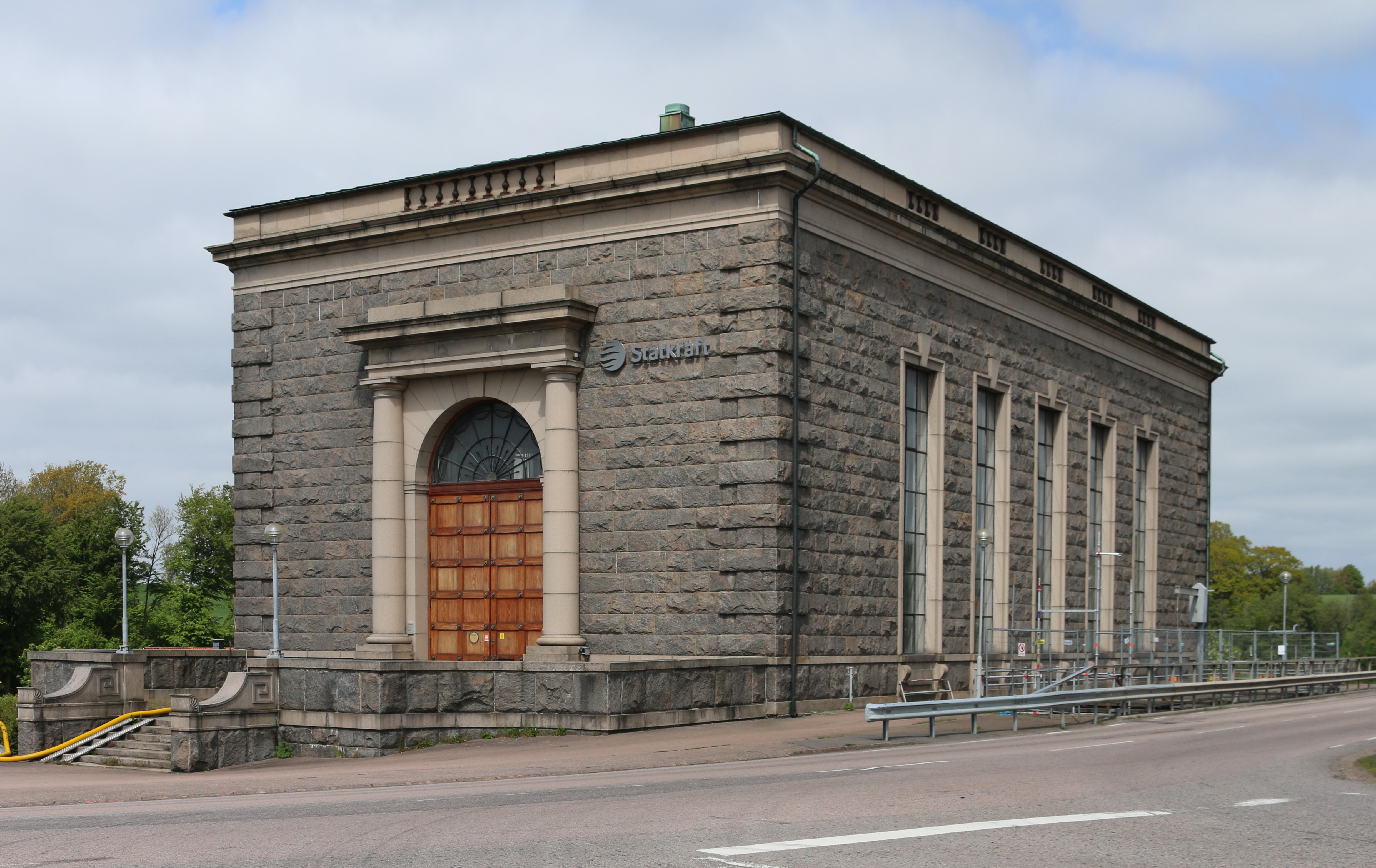
Laholms kraftverk
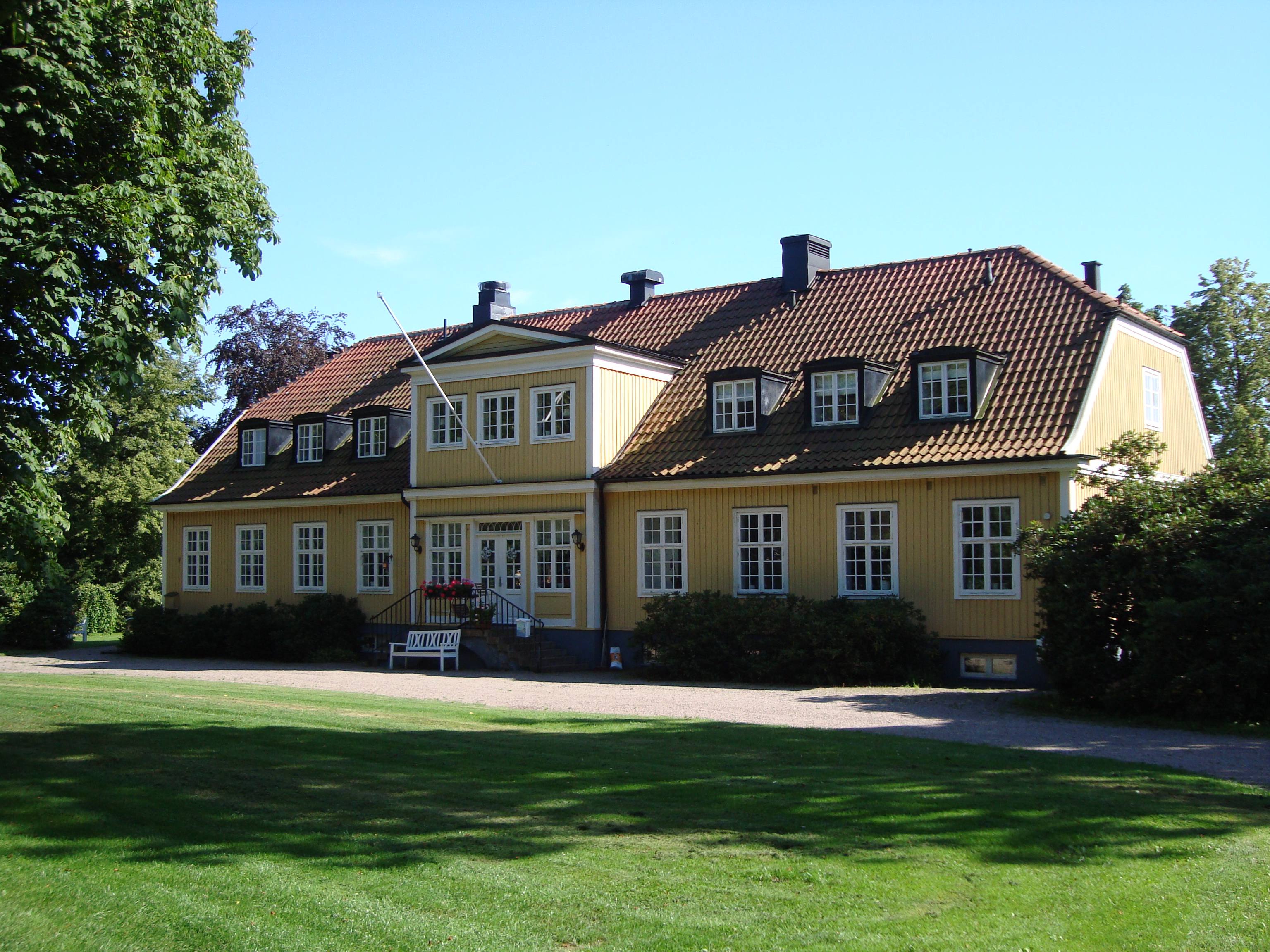
Kontorsvillan, Helsingborg
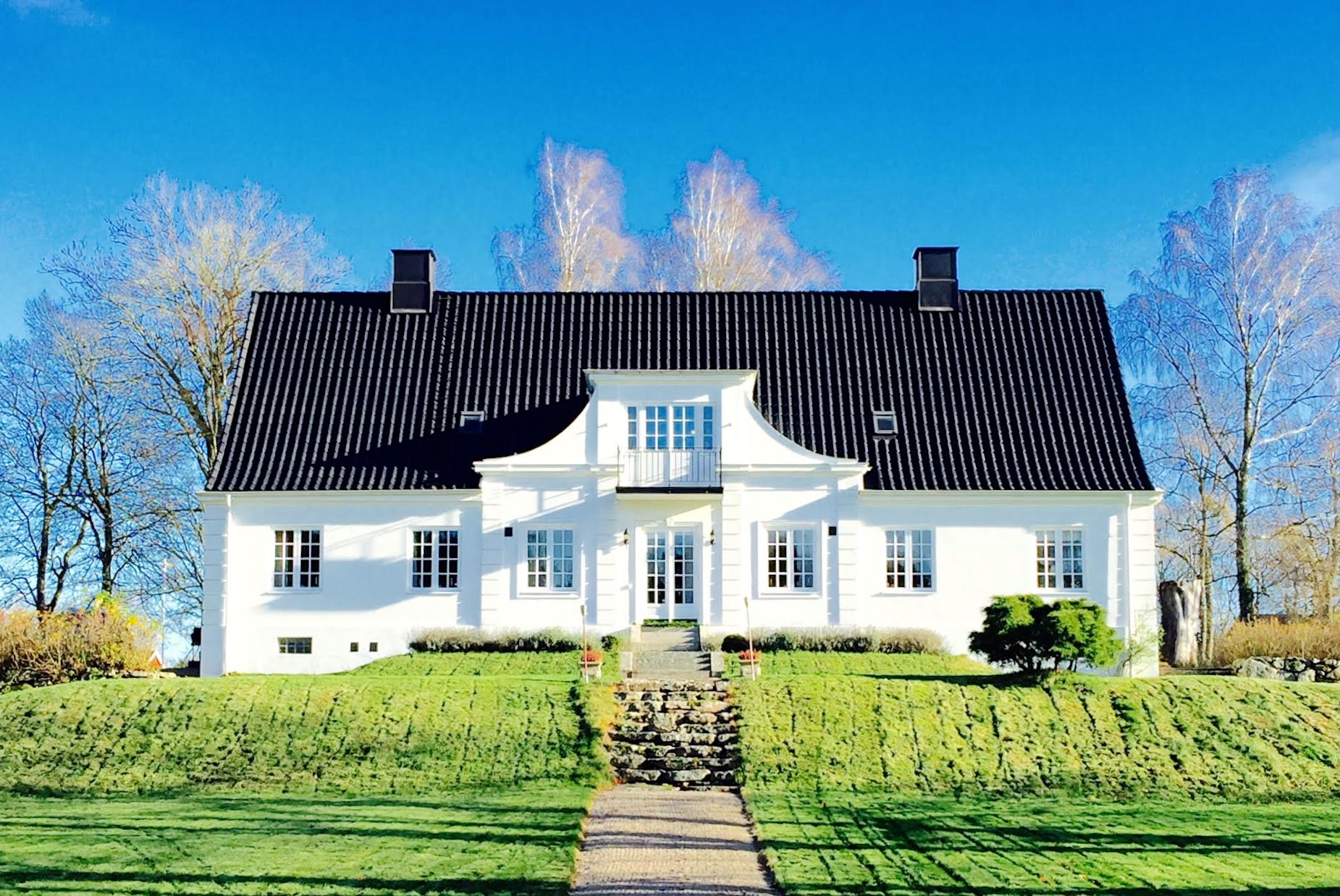
Norra Mellby prästgård, uppförd 1929